# NGC 7678
NGC 7678 је спирална галаксија у сазвежђу Пегаз која се налази на NGC листи објеката дубоког неба.
Деклинација објекта је + 22° 25' 16" а ректасцензија 23h 28m 27,8s. Привидна величина (магнитуда) објекта NGC 7678 износи 11,8 а фотографска магнитуда 12,5. Налази се на удаљености од 35,3000 милиона парсека од Сунца. NGC 7678 је још познат и под ознакама UGC 12614, MCG 4-55-17, CGCG 476-45, IRAS 23259+2208, VV 359, ARP 28, KAZ 336, KUG 2325+221, PGC 71534.